# Templeton (série télévisée)
Pour les articles homonymes, voir Templeton.
Templeton est une série télévisée française tournée dans la ville alsacienne de Staffelfelden, elle est composée d’une série de dix épisodes de 26 minutes réalisée par Stephen Cafiero et créée par Pierre Cardonnel, François-David Cardonnel et Jonathan Cardonnel, diffusée entre le 23 mars et le 20 avril 2015 sur OCS.

## Synopsis
Jack, Cole et Butch Templeton sont trois frères fâchés depuis l’adolescence. Jack enchaîne les parties de poker et de jambes en l’air, Butch les affaires louches et Cole aide à la ferme familiale.
Arrivé par hasard dans la ville de Two Rivers, Butch décide d’y réunir ses frères pour braquer ensemble un convoi d’or afin d’aider leur mère à reconstruire sa ferme qui a récemment brûlé. De son côté, Jack devient rapidement le Shérif de la ville et séduit la fille du Maire, la charmante Lisbeth, tandis que Cole tombe sous le charme de la “patronne” du saloon, la très étrange Miss Daisy. Peu à peu, les trois frères se réconcilient, s’intègrent et apprennent à devenir de vrais hors-la-loi en espérant monter le plan parfait pour leur futur braquage. Mais le temps presse ; ils ne disposent que de quelques semaines et les habitants de Two Rivers ne sont pas aussi honnêtes qu’ils en ont l’air…

## Fiche technique
- Réalisateur : Stephen Cafiero
- Scénario : Daive Cohen, en collaboration avec Pierre Cardonnel, François-David Cardonnel, Jonathan Cardonnel et Stephen Cafiero
- Créateurs et showrunners : Pierre Cardonnel, François-David Cardonnel et Jonathan Cardonnel
- Producteur : Erwan Marinopoulos
- Photographie : François-Xavier Lereste
- Musique : Pierre Marie, Yohann Bourd
- Décors : Vincent Dizien
- Costumes : Cécile Carrot-Guiot, François-David Cardonnel, Jonathan Cardonnel et Pierre Cardonnel
- Pays : France,staffelfelden (68850)
- Langue : français
- Durée : 10 × 26 minutes
- Genre : Western, comédie
- Dates de premières diffusions :
  -  France : 23 mars 2015 sur OCS

## Distribution
- François-David Cardonnel : Jack Templeton
- Jonathan Cardonnel : Cole Templeton
- Hubert Delattre : Butch Templeton
- Fanny Valette : Lisbeth Higgins
- Antoine Gouy : Miss Daisy, la patronne du saloon
- David Salles : Troy
- Cyril Gueï : Jackson
- Cosme Castro : Fletcher
- Patrick Rocca : Le Maire William Higgins
- Caroline Anglade : Lili Belle
- Jonathan Cohen : Le Chinois
- Alexandre Fallais : Le Dentiste ; Herman
- Jean-Louis Barcelona : Morty le croque-mort
- Frédéric Saurel : Buzz
- Nicolas Abraham : Malone

## Épisodes
1. Non, j'le sens pas ce plan…
2. Il m'a manqué de respect !
3. Qui contrôle le saloon contrôle l'information
4. 'Fait t'as r'en dans 'pantalon
5. Vous faites une belle brochette de cons, tous les trois
6. Non mais il sait que Miss Daisy c'est…
7. Quelle journée de merde…
8. Je cherche mon frère
9. Mes p'tits chats, on a une diligence à attaquer
10. Oh putain